# Coupe de France (Eishockey)

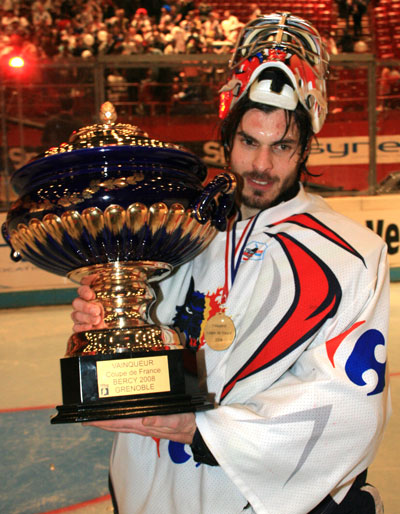
Eddy Ferhi mit der Siegertrophäe der Coupe de France (2008)

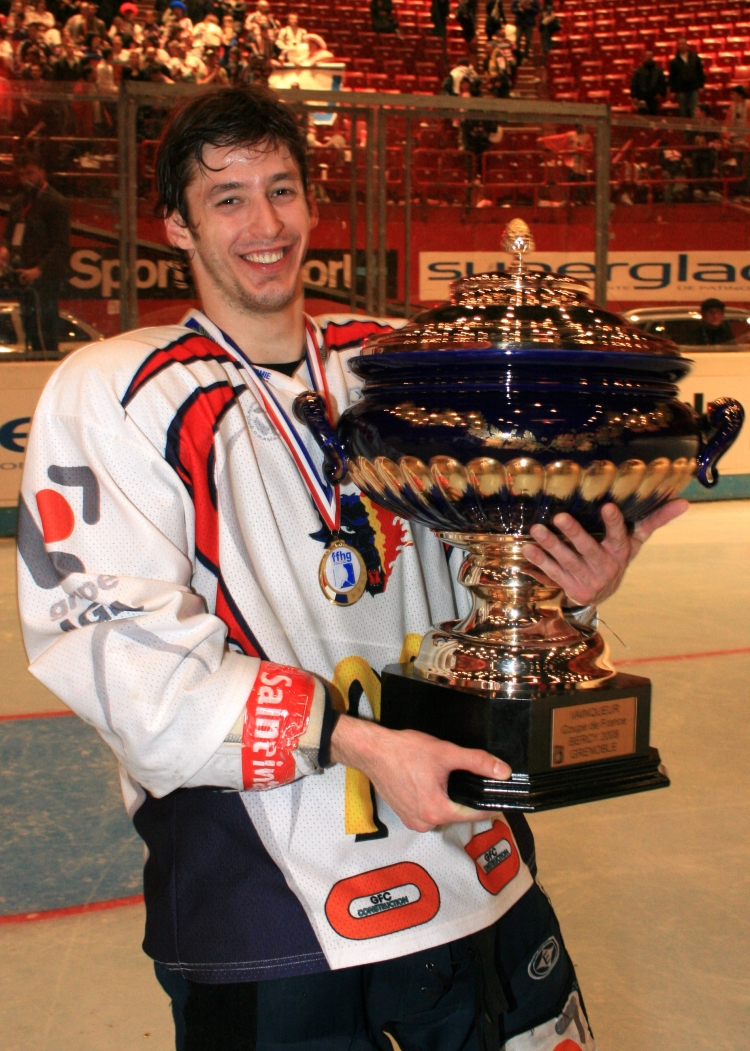
Christophe Tartari mit der Siegertrophäe

Die Coupe de France ist ein Eishockeywettbewerb aus Frankreich, der (mit Ausnahme der Saison 2000/01) jährlich vom französischen Eishockeyverband ausgetragen wird. Bereits 1968 hat es eine Coupe de France gegeben, allerdings wurde dieser Wettbewerb in über 30 Jahre nur spärlich durchgeführt. Erst im Jahr 2000 wurde der Wettbewerb wieder ausgespielt. Der Wettbewerb wird seit der Saison 2006/07 als "Trophée Pete Laliberté" ausgetragen zu Ehren des ehemaligen Eishockeyspielers Gaetan "Pete" Laliberté.

## Modus
An der Coupe de France nehmen Mannschaften der Ligue Magnus, so wie der Division 1, Division 2 und der Division 3 teil. Die Teilnahme am Wettbewerb ist für die Vereine freiwillig. Die Vereine treten jeweils in einem Spiel gegeneinander an. Ist ein Team zwei Ligen unter seinem Gegner bzw. hat in der Runde zuvor bereits auswärts gespielt, so muss sein Gegner in der nächsten Runde auswärts antreten, es sei denn, dieser hat ebenfalls auswärts gespielt. Bei einem Unentschieden nach der regulären Spielzeit wird das Weiterkommen durch eine Verlängerung und gegebenenfalls ein Penaltyschießen ermittelt.
Die Paarungen werden vor der ersten Runde ausgelost, wobei bis zum Achtelfinale hauptsächlich Mannschaften aus derselben Region antreten. Das Finale findet seit 2007 jährlich im Palais Omnisports de Paris-Bercy statt.

## Sieger
| Saison | Meister                                   |
| ------ | ----------------------------------------- |
| 2018   | Lyon Hockey Club                          |
| 2017   | Grenoble Métropole Hockey 38              |
| 2016   | Rouen Hockey Élite 76                     |
| 2015   | Rouen Hockey Élite 76                     |
| 2014   | Association des Sports de Glisse d’Angers |
| 2013   | Diables Rouges de Briançon                |
| 2012   | Dijon Hockey Club                         |
| 2011   | Rouen Hockey Élite 76                     |
| 2010   | Diables Rouges de Briançon                |
| 2009   | Grenoble Métropole Hockey 38              |
| 2008   | Grenoble Métropole Hockey 38              |
| 2007   | Association des Sports de Glisse d’Angers |
| 2006   | Dijon Hockey Club                         |
| 2005   | Rouen Hockey Élite 76                     |
| 2004   | Rouen Hockey Élite 76                     |
| 2003   | Ours de Villard-de-Lans                   |
| 2002   | Rouen Hockey Élite 76                     |
| 2000   | Hockey Club de Caen                       |